# Argyrophis trangensis
Argyrophis trangensis — вид змій родини сліпунів (Typhlopidae). Ендемік Таїланду.

## Поширення і екологія
Argyrophis trangensis мешкають на перешийку Кра в південному Таїланді. Вони живуть у вологих рівниних тропічних лісах.